# Virgen de la rosa
La Sagrada Familia con San Juanito, más conocida como la Virgen de la rosa,  es un cuadro del pintor renacentista italiano Rafael, pintado hacia 1517 y conservado en el Museo del Prado de Madrid (España) desde 1837. Se trata de una de las composiciones más divulgadas y conocidas del maestro.

## Descripción y análisis
La obra representa a la Sagrada Familia con san Juanito niño, primo de Jesús. El Niño Jesús está siendo sostenido por su madre a la vez que recibe de san Juanito una filacteria donde figura la frase «Ecce Agnus Dei» («He aquí el Cordero de Dios»), que alude a la Pasión de Cristo; al fondo, en la penumbra de la escena, se sitúa San José, padre de Jesús. Tanto José como María miran con tristeza, previendo el sufrimiento de Jesús y la degollación de san Juan, mientras que los dos niños, ajenos a estos presagios, adoptan un gesto alegre y juguetón. 
Se la conoce popularmente como La Virgen de la rosa debido a la rosa que descansa en la banda inferior del cuadro; paradójicamente, estos dos elementos fueron añadidos, con toda seguridad, en la primera mitad del siglo XIX, cuando la tabla fue traspasada a lienzo durante su traslado a París, en el contexto de la Guerra de la Independencia. No obstante, durante mucho tiempo se consideró que había sido pintada sobre lienzo, algo que los últimos exámenes técnicos llevados a cabo en el Museo del Prado desmintieron por completo.
Como otras obras rafaelescas de época tardía, su autoría ha sido motivo de debate: tradicionalmente se consideró que el diseño era obra de Rafael, pero la ejecución corrió a cargo de algún colaborador, pero actualmente ya no se pone en duda la atribución al maestro, fundamentada en la minuciosidad y gran delicadeza de los personajes. Destacan detalles de alta calidad, como las carnaciones, el drapeado o los pliegues de la manga de la Virgen; por el contrario, la parte inferior de los paños de la Virgen resultan un poco rígidos para ser de Rafael y podría tratarse de una posible intervención de alguno de sus discípulos, como Giulio Romano. Pero, en general, la pintura ha de ser catalogada como autógrafa de Rafael.
La postura de la Virgen es una reelaboración, en ciertos aspectos, de La Virgen Aldobrandini (The National Gallery, Londres), mientras que el tratamiento del color y la luz remite a la Sagrada Familia de la Perla (Prado, Madrid), también de Rafael, así como al estudio de la pintura de Leonardo y Fra Bartolomeo, propio de sus últimas obras. La factura es muy cuidada, a pesar de su limitada gama cromática: los azules se superponen a la manga rosada de la Virgen, la capa pictórica en las carnaciones es delicadamente fina, y la ejecución de las sombras y los cabellos se aproxima a la transparencia con la que están tratados los mismos detalles en La Perla de Madrid.

## Historia
Se ignora quién encargó esta pintura y cómo llegó a España, aunque hay quienes apuntan que pudo haber pertenecido a Thomas Howard, conde de Arundel, pues, en 1642, Wenceslaus Hollard grabó esta composición a partir de una pintura que se encontraba en la colección del conde, o que fue adquirida por el embajador español Alonso de Cárdenas para don Luis de Haro, marqués de Carpio y ministro principal de Felipe IV, a un parlamentario inglés. La primera noticia segura del cuadro en territorio español data de 1657, aunque la tabla ya era conocida en España desde fecha temprana y, más concretamente, en Castilla, debido a las numerosas copias que existían de esta, habiéndose pintado la mayoría en Valladolid. Además, en 1633 el pintor Vicente Carducho mencionaba en su taller un cuadro muy maltratado de Rafael, pudiendo tratarse de la obra del Prado. La siguiente referencia a La Virgen de la rosa fue dada por el padre Francisco de los Santos, prior del Real Monasterio de San Lorenzo de El Escorial, en 1667, quien menciona en el Capítulo del Prior:

un quadro original de Rafael de Urbina, casi de la misma altura y ancho (103 x 84 cm), en que se representó a Nuestra Señora con el Niño y San Juan y San Joseph, con tal valentía, que luego se conoce ser suya la obra. Los dos Niños están como leyendo el título, Ecce Agnus Dei, que tienen en las manos.

La obra permaneció en El Escorial hasta la Guerra de la Independencia, cuando fue llevada a Francia junto al resto de obras de Rafael para formar parte del Musée Napoléon de París (nombre que llevó entre 1803 y 1815 el actual Louvre). Devuelta tras el Tratado de París, ingresó en el Prado en 1837.

## Copias
El éxito de la composición desde el siglo XVI provocó que se hicieran numerosas copias y réplicas de ella. La más temprana fue realizada por Giulio Romano, discípulo de Rafael, al poco tiempo de pintarse (h. 1517-1518) y es básicamente una versión reducida de la obra de su maestro, pero aplicando su propia personalidad artística; desde 1980, se conserva en la Scottish National Gallery de Edimburgo. Daniele da Volterra, apodado popularmente «Il Braghettone», también realizó su propia versión en 1530, conservada en la Galleria Doria-Pamphilj de Roma, así como el pintor segoviano Gabriel de Cárdenas (1588, Museo del Prado de Madrid) o la atribuida a Gregorio Martínez del Museo Nacional de Escultura de Valladolid. Incluso, en el testamento del pintor italiano afincado en Valladolid, Benedetto Rabuyate, se mencionaban hasta seis copias de la obra en su testamento de 1589, actualmente en paradero desconocido.